# Aula Magna de la Universidad de La Habana

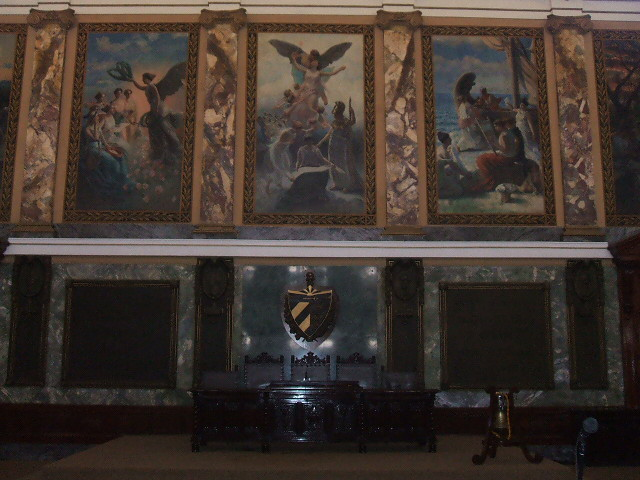
Aula Magna de la Universidad de La Habana.

El Aula Magna de la Universidad de La Habana es sin duda uno de los edificios más sobresalientes del centro de estudios por su presencia. 
Es un salón con forma de cuadrado perfecto con paredes de roca, decorado con maderas cubanas, ventanales construidos por versados carpinteros y albañiles criollos y un magnífico conjunto de luces que ha auspiciado numerosas actividades solemnes.
Su arquitectura neoclásica y barroca es deslumbrante. En sus paredes vemos óleos salidos de la genialidad de Armando Menocal y que representan de derecha a izquierda el Derecho, las Letras, las Artes Liberales, el Pensamiento, las Bellas Artes, las Ciencias, y la Medicina. 
En lo alto una pintura formidable representa las nuevas carreras añadidas al currículo universitario con la reforma de 1937: la Arquitectura, la Pedagogía, la Ingeniería, etc.
Los medallones ubicados en el muro principal del inmueble encarnan ilustres personalidades de esta casa de estudios. Las frases en latín enuncian lo siguiente de derecha a izquierda:

«No se encuentra la venerable ciencia en cómodo lecho sino que sólo a través de arduo esfuerzo es que se le domina».

«Frágil y breve es la vida  que nos da la naturaleza la cual puede hacerse inmortal por nuestras obras».

«Es muy propio el errar, pero solo los torpes perseveran en el  yerro».

«Unos días en la vida de un hombre erudito valen más que muchos años en la vida de un ignorante».

En una esquina del magnífico salón descansan en una urna de mármol los restos del filósofo y presbítero cubano Félix Varela. En 1998 el Papa Juan Pablo II visitó el Aula Magna y rindió honor a los restos del gran pensador cubano, en el lado opuesto reposan también los restos de uno de los más magnánimos médicos latinoamericanos Carlos Juan Finlay. 
En la pared del fondo se puede ver la tarja descubierta en 1973, en ocasión de los 50 años de la fundación de la FEU.